# Алое Поле (посёлок)
А́лое По́ле — посёлок в Панинском районе Воронежской области.
Административный центр Росташевского сельского поселения.

## Население
| 2000 | 2005 | 2010 |
| ---- | ---- | ---- |
| 658  | ↘633 | ↘574 |

## Улицы
| - ул. Молодёжная, - ул. Набережная, - ул. Садовая, | - ул. Солнечная, - ул. Центральная, - ул. Школьная. |